# Estação Ferroviária de Soure

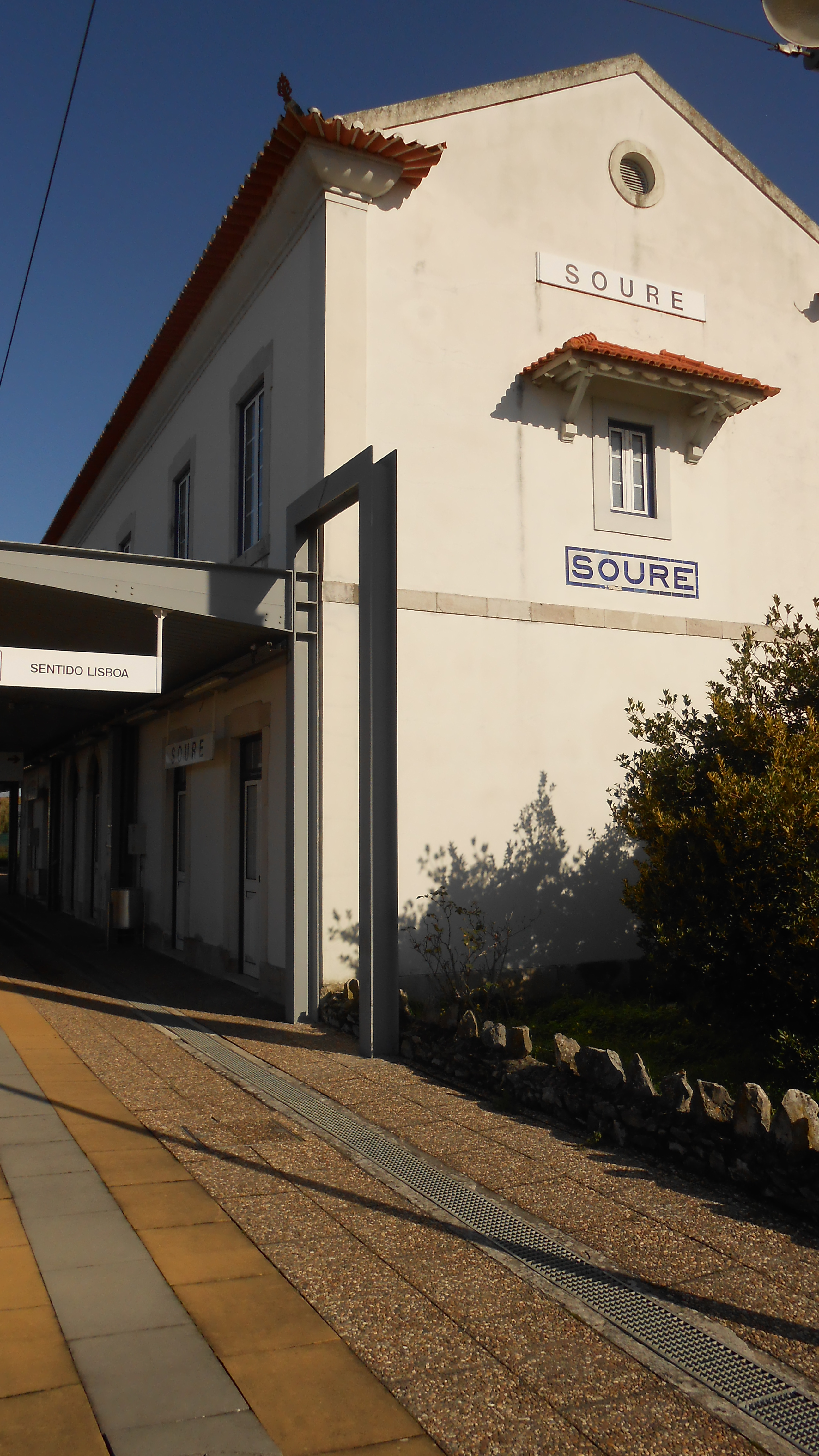
Fachada sul da estação de Soure, em 2015.

A Estação Ferroviária de Soure é uma interface da Linha do Norte, que serve a vila de Soure, no Distrito de Coimbra, em Portugal.

## Descrição

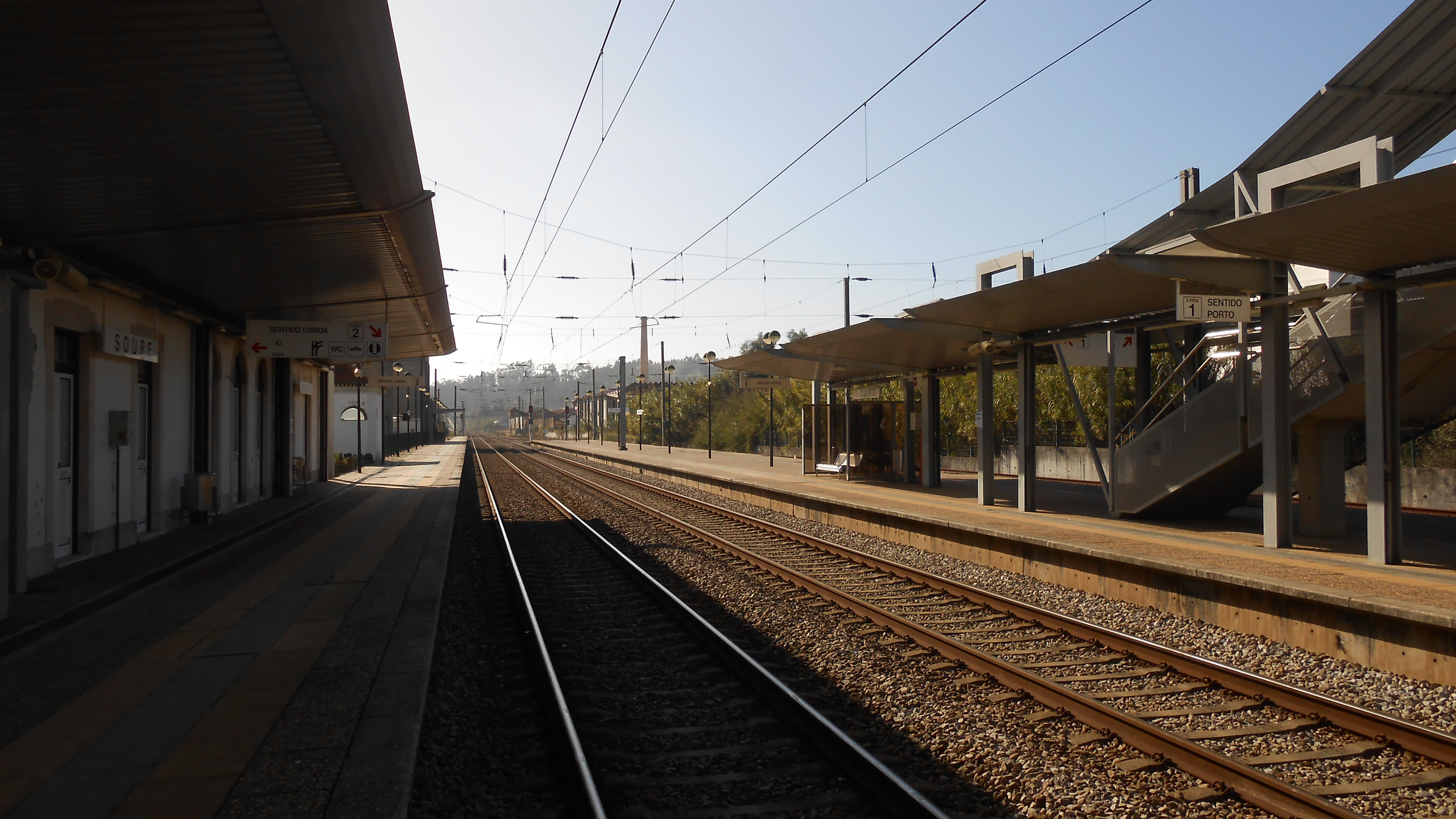
Vias e plataformas da estação de Soure, em 2015.

### Localização e acessos
Esta interface situa-se na Rua da Estação, a mais de um quilómetro da localidade nominal, situada na margem oposta do Rio Arunca.

### Infraestrutura
Esta interface apresenta três vias de circulação, identificadas como I, II, e III, duas com 365 m de extensão e a restante (II) com 452 m, todas acessíveis por plataformas com comprimentos entre 238 e 271 m e alturas entre 55 e 60 cm; existem ainda três vias secundária, identificada como IV, V, e VI, sendo que uma (V) tem uma extensão de 150 m e, tal como as vias de circulação, encontra-se eletrificada, ao contrário das duas restantes, de 150 m. O edifício de passageiros situa-se do lado nascente da via (lado direito do sentido ascendente, a Campanhã).
Situa-se perto desta interface, ao PK 183+080, a zona neutra de Soure que isola os troços da rede alimentados respetivamente pelas subestações de tração de Alfarelos e de Litém.

### Serviços
Em dados de 2023, esta interface é servida por comboios de passageiros da C.P. de tipo regional tipicamente com onze circulações diárias no sentido Entroncamento-Coimbra e doze no sentido inverso.

## História

### Século XIX
O lanço da Linha do Norte entre o Entroncamento e Soure foi aberto à exploração em 22 de Maio de 1864, pela Companhia Real dos Caminhos de Ferro Portugueses. Em 7 de Julho desse ano entrou ao serviço o tramo seguinte, de Soure até Taveiro, concluindo a ligação entre o Entroncamento e Vila Nova de Gaia,, e permitindo finalmente a realização de comboios desde Lisboa até quase ao Porto.
Em 1888, a estação de Soure estava ligada à estância termal dos Banhos da Amieira por uma carreira diligências, que demorava cerca de hora e meia a fazer o percurso.

### Século XX
Em 1903, um comboio de passageiros descarrilou no interior desta estação, não causando quaisquer mortos, mas causando grandes estragos no material circulante, e interrompendo a circulação ferroviária durante várias horas, obrigando um comboio Sud Expresso a seguir pela Linha do Oeste.
Em 1913, a estação era servida por carreiras de diligências até à vila de Soure e Condeixa.

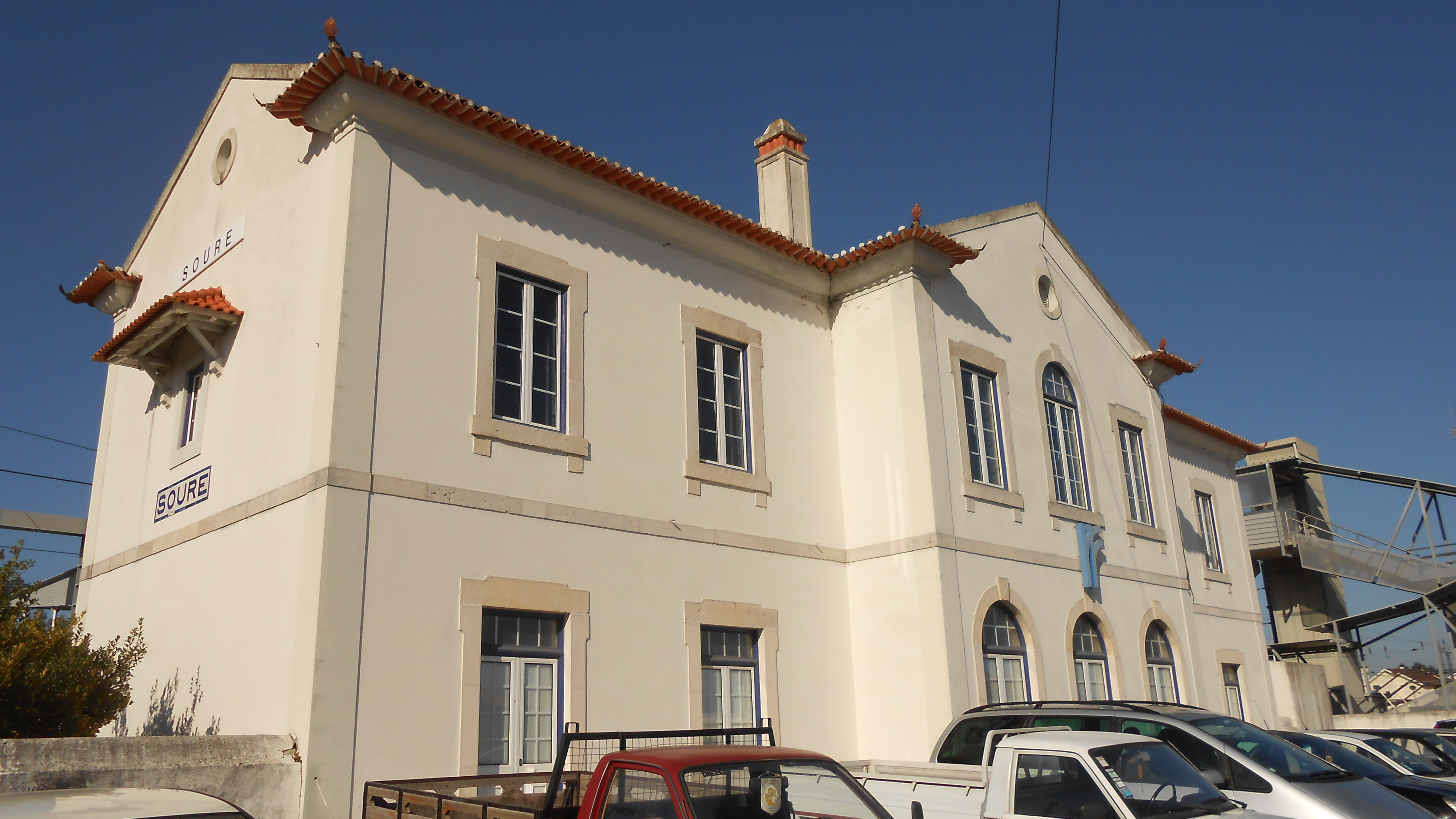
Edifício da estação de Soure, visto do lado da rua, em 2015.

Em 1934, a Companhia dos Caminhos de Ferro Portugueses fez grandes reparações na estação de Soure.

### Século XXI
Em Janeiro de 2011, possuía três vias de circulação, com 360 e 447 m de comprimento; as plataformas apresentavam 270 e 238 m de extensão, e 55 cm de altura. — valores mais tarde ampliados para os atuais. Nominalmente adstrito a esta estação, existiu o ramal Soure-Quimigal; após o seu encerramento deixou oficialmente de constar da infraestrutura ferroviária em finais de 2011.

Em 31 de Dezembro de 2017, um comboio Intercidades avariou na Linha do Norte junto a Soure, tendo ficado parado durante mais de duas horas até ser rebocado para a estação, onde os passageiros foram encaminhados para um outro comboio. Em Dezembro de 2019, a circulação na Linha do Norte entre Amial Sul e Alfarelos foi interrompida devido a inundações, tendo a operadora Comboios de Portugal comunicado em 22 de Dezembro que iria retomar os seus serviços naquele lanço, embora com várias limitações, como a utilização de uma só via, velocidade limitada a 30 km/h, e o recurso a cantonamento telefónico entre Amial Sul e Soure. Em 31 de Julho, ocorreu um acidente junto à estação de Soure, quando um comboio Alfa Pendular colidiu contra um veículo de manutenção, fazendo dois mortos e 44 feridos.